# Paul Mersmann le Jeune
Paul Mersmann, né le mars 1929 à Berlin-Dahlem et mort le 25 février 2017 à Creglingen, dans le Bade-Wurtemberg, est un peintre, sculpteur et écrivain allemand. Les historiens de l'art l'appellent « le Jeune  » pour le différencier de son père, le sculpteur Paul Mersmann (1903-1975), dit « l'Ancien  ».